# 평천구역
평천구역(平川區域)은 조선민주주의인민공화국 평양직할시의 19개 구역의 하나이다. 인구는 2008년 기준으로 181,142명이다.
평천구역은 평양 시민들에게 전기를 공급해주는 평양화력발전소가 있는 곳으로 유명한 곳이다. 북조선의 주요 문예활동단체인 만수대예술단이 새살림거리에 있으며, 보통강여관과 평양기술총회사, 공산대학과 인민병원이 있다. 
이 구역의 중앙의 남쪽에는 중구역의 천리마거리에서 락랑구역의 락랑거리(옛 이름 통일거리)를 잇는 "충성의 다리"가 있으며, 1948년 8월 15일에 독립운동가인 김구와. 당시 북조선의 내각 수상이었던 김일성 국가주석이 만나 회담을 열었다. 
이 근처에 2015년에 건설된 과학기술전당이 있다.

## 지리
평양 도심에 있는 구의 하나로서, 대동강과 보통강의 합류지점에 위치한다. 동쪽으로 중구역, 서쪽으로 만경대구역, 북쪽으로 보통강구역, 남쪽으로 락랑구역과 접한다.

## 역사
- 해방 전에는 평양부 평천리 일대에 해당했다
- 해방 후에는 중구에 속했다가 남구로 편입되었다. 남구는 남구역을 거쳐 외성구역으로 개칭되었다.
- 1960년 10월 - 외성구역의 일부를 분리해 평천구역이 신설되었다.

## 행정 구역
17개의 동으로 구성된다.
- 안산 1동 (鞍山 1洞)
- 안산 2동 (鞍山 2洞)
- 북성 1동 (北城 1洞)
- 북성 2동 (北城 2洞)
- 간성동 (干城洞)
- 봉지동 (鳳池洞)
- 봉남동 (鳳南洞)
- 정평동 (井平洞)
- 봉학동 (鳳鶴洞)
- 해운 1동 (海運 1洞)
- 해운 2동 (海運 2洞)
- 륙교 1동 (陸橋 1洞)
- 륙교 2동 (陸橋 2洞)
- 평천 1동 (平川 1洞)
- 평천 2동 (平川 2洞)
- 새마을 1동
- 새마을 2동

## 같이 보기
- 평양 아파트 붕괴사고